# Коси (Поморське воєводство)
Коси (пол. Kosy, нім. Kossi) — село в Польщі, у гміні Картузи Картузького повіту Поморського воєводства.
Населення — 123 особи (2011).
У 1975-1998 роках село належало до Гданського воєводства.

## Демографія
Демографічна структура станом на 31 березня 2011 року:
|          | Загалом | Допрацездатний вік | Працездатний вік | Постпрацездатний вік |
| -------- | ------- | ------------------ | ---------------- | -------------------- |
| Чоловіки | 68      | 17                 | 48               | 3                    |
| Жінки    | 55      | 8                  | 39               | 8                    |
| Разом    | 123     | 25                 | 87               | 11                   |